# SM Torpedoboot 87F
SM Torpedoboot 87F, zkráceně SM Tb.87F později T 5 a PBR-92 Cer, byla rakousko-uherská torpédovka typu 82F. Stejně jako její sesterské lodě byla postavena v loděnici Danubius Bergudi.

## První světová válka
Po svém uvedení do služby byla zařazena do I. torpédové flotily. Dne 2. února 1916 se spolu s křižníkem Sankt Georg, torpédoborcem Wildfang a torpédovkami Tb.83F, Tb.88F a Tb.98M podílela na zničení železničních zařízení mezi italskými městy Ortona a San Vito. O čtyři dny později (6. února) vyplula spolu s Tb.74T, Tb.80T, Tb.83F, Tb.78T a Tb.88F, při krytí křižníkem Helgoland, s úkolem napadnout transportní lodě Dohody plující z Drače do Brindisi. Cestou se srazily Tb.74T s Tb.83F, škody na první z nich byly natolik vážné, že se celý svaz musel vrátit. Lodě však zachytil britský lehký křižník HMS Weymouth v doprovodu francouzského torpédoborce Bouclier. Rakušanům se po torpédovém útoku Tb.83F podařilo využít manévrů nepřátel a uniknout. Dne 4. července se pak účastnila výpadu lehkých hladinových lodí (křižník Helgoland, torpédoborce Orjen, Tátra, Balaton a torpédovky Tb.85F a Tb.83F) do Otrantské úžiny. Výpad si zopakovala o čtyři dny později, tentokráte s křižníkem Novara a torpédovkami Tb.73F a Tb.54T. Třetí výpad proti Otrantu podnikla spolu s křižníkem Novara a torpédovkami Tb.85F, Tb.83F a Tb.88F 30. července, avšak kontakt s nepřítelem nebyl navázán. 16. srpna pak zachránila rakouský hydroavion L 87, který nouzově přistál po útoku na Valonu. Druhý létající člun zachránila 7. prosince 1917 20 námořních mil od Ancony, avšak úspěch to byl dočasný - letadlo se na cestě zpět převrhlo a potopilo. Dne 1. května 1918 pak u Umaga vyzvedla letoun K 210.

## Poválečný osud
Torpédovka byla v roce 1918 zajištěna Italy. Po mírových smlouvách připadla roku 1920 Království Srbů, Chorvatů a Slovinců, kteří ji zařadili do svého námořnictva pod jménem T 5. Po obsazení Jugoslávie vojsky Osy v roce 1941 padla loď opět do italských rukou. Do služby byla zařazena pod stejným jménem (T 5). Loď přežila druhou světovou válku a po ní putovala opět do Jugoslávie. Zde obdržela svoje nové jméno PBR-92 Cer a sloužila až do roku 1960, kdy byla vyřazena. Sešrotována byla v roce 1963.